# Camden (Karolina Południowa)
Camden – miasto w hrabstwie Kershaw, w stanie Karolina Południowa, w Stanach Zjednoczonych. W 2009 roku miasto liczyło 7103 mieszkańców.
16 sierpnia 1780 roku, podczas wojny o niepodległość Stanów Zjednoczonych na północ od miasta rozegrała się bitwa pod Camden.